# Rhabdoblennius
Rhabdoblennius es un género de peces de la familia de los blénidos en el orden de los Perciformes.

## Especies
Existen las siguientes especies en este género:
- Rhabdoblennius nigropunctatus (Bath, 2004)
- Rhabdoblennius nitidus (Günther, 1861)
- Rhabdoblennius papuensis (Bath, 2004)
- Rhabdoblennius rhabdotrachelus (Fowler & Ball, 1924)
- Rhabdoblennius snowi (Fowler, 1928)